# Witznautalsperre
Die Witznautalsperre bzw. der Stausee Witznau (Witznaubecken) ist ein Pumpspeicher-Stausee im Tal der Schwarza bei Witznau, Gemeinde Ühlingen-Birkendorf, im Südschwarzwald.

## Geographie
Der Stausee Witznau liegt im Tal der Schwarza etwa 1,25 km oberhalb des namensgebenden Ortes Witznau und der Mündung in die Schlücht auf ca. 475 m ü. NHN. Das Kraftwerk und der Stausee liegen auf den Gebieten der Gemeinden Weilheim und Ühlingen-Birkendorf. Unmittelbar nordöstlich auf dem Bergrücken befindet steht das Dorf Berau der Gemeinde Ühlingen-Birkendorf mit dem zur Pumpspeicheranlage gehörenden Wasserschloss.
An der Nordostseite des Stausees entlang läuft die Kreisstraße 6561, von der aus etwas oberhalb eine Gemeindestraße auf den Bergrücken im Westen zum Dorf Nöggenschwiel der Gemeinde Weilheim führt.

## Funktion
Der Stausee Witznau ist das Unterbecken des Pumpspeicherwerkes Witznau der Schluchseewerke AG zwischen dem Schluchsee und dem Hochrhein.
Die Talsperre übernimmt für die Mittelstufe, das Pumpspeicherkraftwerk Witznau, die Funktion des Unterbeckens mit dem Stausee Schwarzabruck als Oberbecken.
Gleichzeitig ist sie für die Unterstufe, das Kraftwerk Waldshut, das Oberbecken mit dem Rhein als natürlichem Unterbecken (Rückstaubereich des Flusskraftwerkes Rheinkraftwerk Albbruck-Dogern AG (RADAG)).
Die Oberstufe bildet der Schluchsee (Oberbecken) zusammen mit dem Stausee Schwarzabruck (Unterbecken).
Der Stausee Witznau wird durch ein Wehr an der Schlücht in der Nähe der Mettma-Mündung zusätzlich mit Wasser versorgt.

## Technische Merkmale

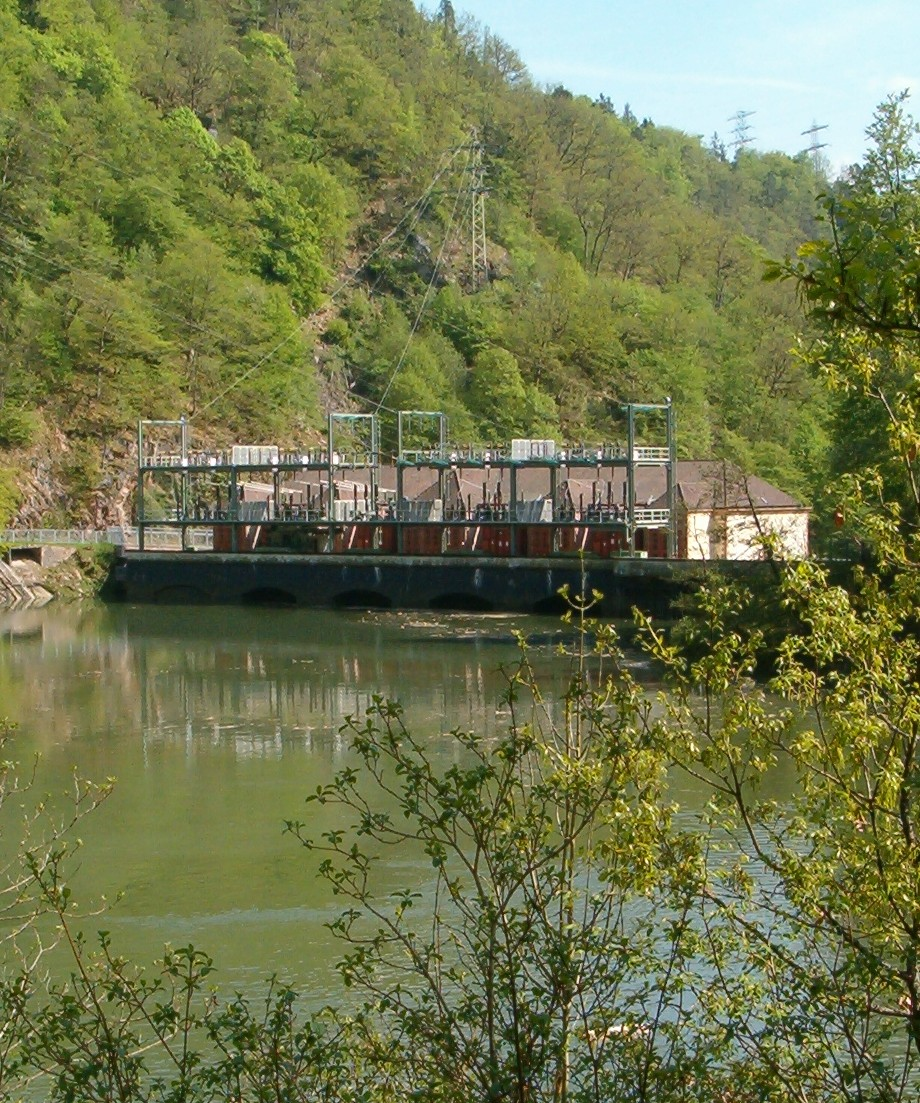
Staumauer mit integriertem Turbinenhaus

Das Kraftwerk Witznau hat als Mittelstufe von den drei Stufen die größte Fallhöhe von 250 m. Seine Ausbauleistung beträgt 220 MW Turbinenleistung und 128 MW Pumpenleistung.
Das Absperrbauwerk ist eine Gewichtsstaumauer aus Beton. Das Kraftwerksgebäude wurde der Mauer aufgesetzt.

## Geschichte
Der Bau der Staumauer dauerte von 1939 bis 1943, als das Kraftwerk mit dem ersten Maschinensatz in Betrieb genommen wurde. Kriegsbedingt wurden die Bauarbeiten unterbrochen. Erst 1950 wurde das Kraftwerk mit insgesamt vier Maschinen vollständig in Betrieb genommen.